# Rafael López
Rafael López Expósito, detto Rafa (Cordova, 21 luglio 1989), è un giocatore di calcio a 5 spagnolo.

## Carriera
Impiegato come ultimo, nella stagione 2008-09 si mette in luce nella Division de Plata con la maglia del Maderas Miguel Pérez Bujalance, guadagnando la convocazione nella Nazionale Under-21 di calcio a 5 della Spagna giunta alle semifinali del campionato europeo di calcio a 5 Under-21 2008. Nell'ottobre del 2016 riceve la sua prima convocazione nella nazionale maggiore.